# Свидник (Польша)
Свидник (пол. Świdnik) — город в Польше, входит в Люблинское воеводство, Свидникский повят. Имеет статус городской гмины. Занимает площадь 20,35 км². Население — 42 797 человек (на 2004 год). Находится недалеко от города Люблин.
В городе расположен вертолётный завод WSK PZL Świdnik , производящей, в частности, вертолёты PZL W-3 Sokół, Anakonda и SW-4, а в прошлом также Ми-1 (в польской версии SM-1) и Ми-2 (производился только в Свиднике) и мотоциклы ВСК. В городе находится аэропорт Люблина.

## История

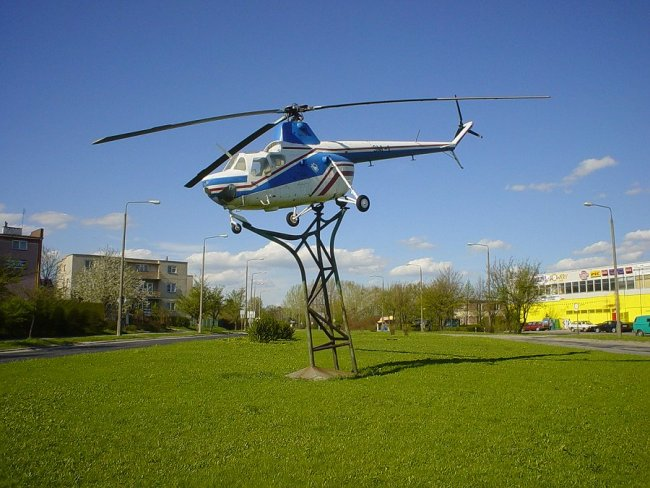
Памятник вертолёту SM-1 (польская версия Ми-1) в г. Свидник (Польша)

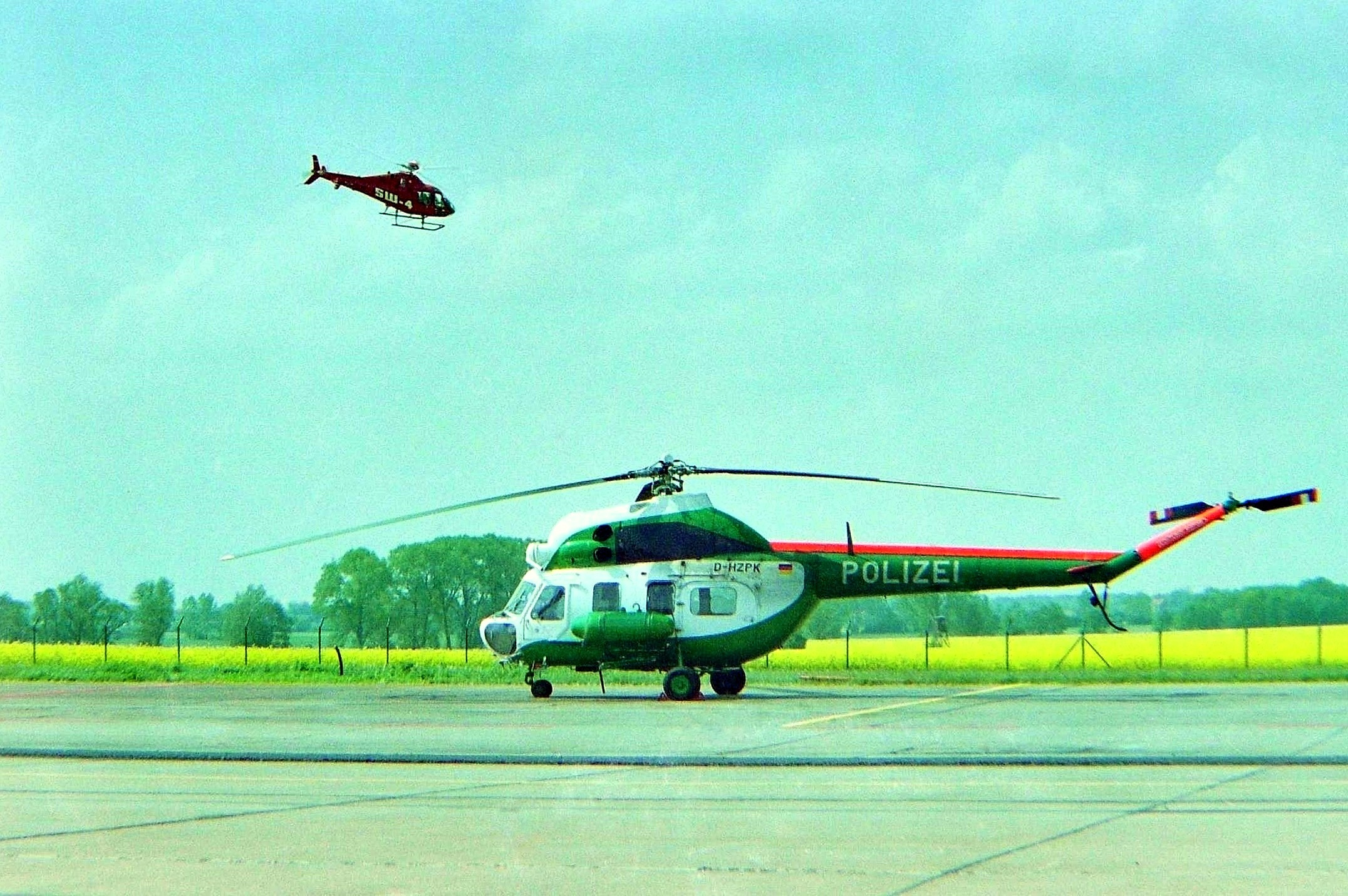
PZL SW-4, PZL Mi-2

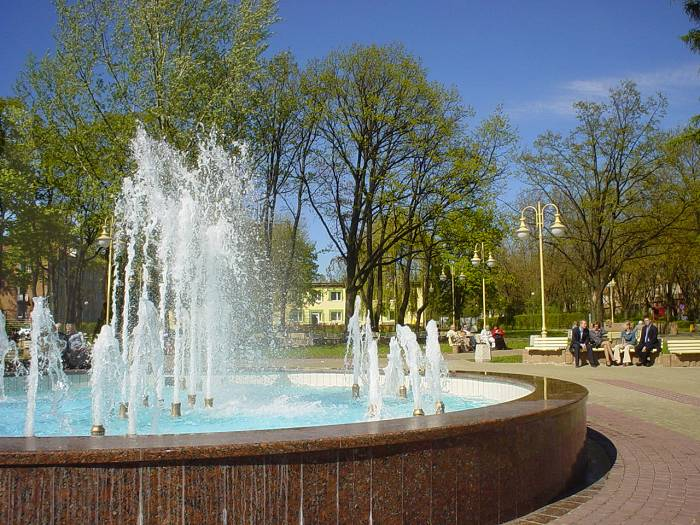
Свидник (Польша)